# Dmitrij Savel'evič Šuvaev
Dmitrij Savel'evič Shuvayev in russo Дмитрий Савельевич Шуваев? (Ufa, 24 ottobre 1854 – Lipeck, 19 dicembre 1937) è stato un generale e politico russo.
Fu ministro della guerra dell'Impero russo nel 1916.

## Biografia

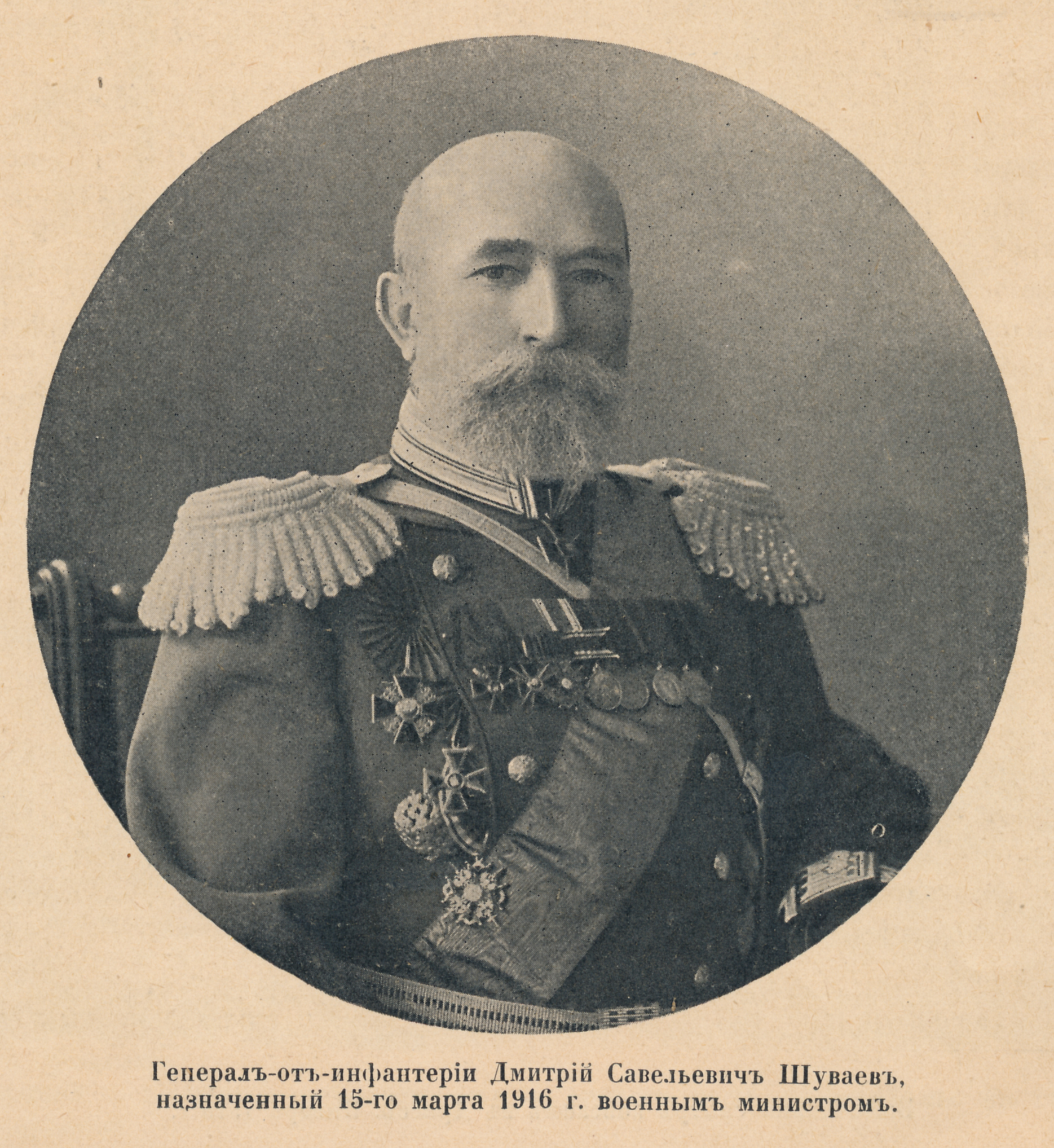
Il generale Šuvaev

Dmitrij Šuvaev si diplomò alla scuola militare Aleksandr nel 1872. Tra il 1873 ed il 1875, prese parte alle campagne miliari nell'Asia Centrale. Lasciò l'Accademia militare di stato maggiore dell'esercito nel 1878. Nel 1879 divenne professore della scuola militare di Kiev.
Nel 1905 ottenne il comando di una divisione e nel 1907 di un corpo d'armata. Nel 1909 venne nominato quartiermastro generale dal 1915 al marzo 1916.
Šuvaev venne nominato ministro della guerra il 15 marzo 1916, succedendo ad Aleksej Andreevič Polivanov. In questo suo ruolo venne supportato da Mitrofan Semënovič Voronkov e da Vladimir Gustavovič Groman, in particolare nel fissare il prezzo del grano contro il parere del ministro Aleksaj Aleksandrovič Bobrinskij il quale si era fatto portavoce degli interessi della proprietà terriera produttrice. Il 3 gennaio 1917 venne nominato membro del Consiglio di Stato e gli succedette Michail Alekseevič Beljaev. Dopo la rivoluzione di ottobre, Šuvaev giurò fedeltà all'Armata Rossa e fu comandante dal 1918 al 1926, insegnando in diverse scuole militari.
Suo figlio, Aleksandr Dmitrievič Šuvaev, guidò la 4ª armata nella battaglia di Varsavia durante la guerra polacco-sovietica.
Si ritirò dal servizio militare attivo nel 1926. Il 5 dicembre 1937, Šuvaev venne arrestato dal NKVD. Condannato a morte il 15 dicembre, venne fucilato il 19 dicembre 1937. Venne riabilitato postumo nel 1956.